# Hrvatska federalistička seljačka stranka
Hrvatska federalistička seljačka stranka (HFSS) bila je hrvatska politička stranka, republikanski usmjerena, nastala 1926. od Hrvatske zajednice i disidenata Hrvatske seljačke stranke.
Osnovao ju je Ante Trumbić, koji je od 1924. bio član Hrvatske zajednice, iako je 1925. izabran za zastupnika na listi HRSS-a, s kojim prekida suradnju nakon njegova zaokreta prema monarhizmu. 13. rujna 1925. sa zastupnicima Hrvatske zajednice i disidentima HRSS-a (tad već HSS-a) osniva Hrvatski narodni federalistički klub te političku organizaciju Hrvatski narodni federalistički savez. Savez je 10. siječnja 1926. postao Hrvatska federalistička seljačka stranka, čiji je predsjednik postao Ivan Lorković (dotad predsjednik Hrvatske zajednice, koja prestaje postojati). Među vođama bio je Ladislav Polić. God. 1927. HFSS pristupa u drugi Hrvatski blok, s Hrvatskom strankom prava Ante Pavelića ml. Nakon atentata u beogradskoj skupštini 1928. priključuje se HSS-u u bojkotu skupštine. Raspuštena je uvođenjem Šestosiječanjske diktature 1929.